# Обична бреза
Бела бреза, или правилније обична бреза или само бреза (лат. Betula pendula), листопадно је дрво из рода бреза (Betula). Карактеристична је по белој кори дебла и повијеним и танким младим гранама, по којима је и добила латинско име (pendulum — „клатно”). Други народни називи за ову врсту су: обична бреза, жалосна бреза, брез, метлика.

## Распрострањеност
Обична или бела бреза има веома широк ареал. Распрострањена је у западној, северној и јужној Европи, Малој Азији, на Балканском полуострву, Кавказу и у Сибиру.

### Бреза у Србији
На територији Србије бреза је масовно заступљена у западним областима. Налази се на свим геолошким подлогама и у саставу свих фитоценоза. У источним крајевима земље везана је за букове шуме на силикатним стенама. Разлог томе су климатски услови који владају у западној Србији, а који су повољнији за брезу - већа релативна влажност ваздуха, више падавина, мањи температурни екстреми и др. омогућавају да она буде широко распрострањена од храстовог, преко буковог, све до смрчевог појаса. Једино у најнижем, храстовом појасу показује извесну избирљивост и расте само на силикатним стенама.
Изразито континентална клима источне Србије условила је да бреза расте искључиво уз врсте сенке, на хладним положајима, што донекле ублажава недостатак падавина и смањену релативну влажност у овим пределима. Овде бреза расте на земљиштима чију подлогу чине киселе стене.
Управо климатски услови су потпуно искључили брезу у Војводини и Шумадији.

## Изглед
Бреза је дрво високо до 30 метара и обима дебла до 70 цм. Крошња је ретка, јајастог облика. Гране првог реда су усправне, док су младе гранчице прекривене лепљивим брадавицама, смеђе, танке и дуге, повијене према тлу, што целом дрвету даје веома отмен изглед. Кора дебла је, због присуства зрнаца бетулина, сребрнасто беле боје, са водоравним лентицелама и љушти се у хоризонталним тракама. У доњем делу дебла кора је готово црна и дубоко испуцала.
Пупољци су јајасто купасти, мрки и лепљиви. Листови су дуги 4-7 цм и широки 2,5-4 цм, јајасти или троугласто ромбични, при основни широко клинасти или заобљени, на врху зашиљени, по ободу двоструко тестерасто назубљени. Лисна површина је глатка. У почетку су са обе стране лепљиви. Са лица су тамнозелени, са наличја светлији, у јесен карактеристичне златно жуте боје. Петељке су дуге 2-3 цм и голе.
Мушки и женски цветови груписани су у цвасти - ресе. Мушке ресе су без дршке, висе по 2-3 заједно дуге су 4-6 цм, са смеђим покровним љуспама. Женске ресе су на дршкама, дуге око 2 цм. У доба цветања су усправне. Плодне (заштитне) љуспе имају мале, округласте средње режњеве и велике и широке бочне режњеве, постављене готово под правим углом. При сазревању женске ресе се распадају од петељке према врху и ослобађају се око 2мм велики плодови - крилате орашице.
- Бела кора брезе љушти се у хоризонталним тракама
- Стара кора у основи дебла, дубоко испуцала и готово црне боје
- Усправне примарне гране и повијене секундарне, младе гранчице
- Млада, надоле повијена гранчица смеђе боје, прекривена брадавицама, са пупољцима
- Троугласто ромбични листови назубљеног обода
- Дугачке мушке цвасти - ресе
- Кратке и дебеле женске цвасти - ресе
- У дну фотографије: зрела женска реса са које се орашице готово сасвим расуле
- Семе, крилата орашица
- Бреза
- Дрвенаста врста-Ниш
- Лист Беле Брезе Ниш
- Бела Бреза Ниш
- Биљка Бела Бреза
- Бела Бреза Ниш
- Лист Беле Брезе
- Паркови Ниш
- Нишки паркови
- Нишки паркови Бела Бреза
- Дрво Бела Бреза
- Дрво Бела Бреза
- Ниш
- Парк Свезог Саве Ниш
- Кора беле брезе
- Кора беле брезе
- Стабло беле брезе
- Ресе беле брезе
- Кора беле брезе
- Листови беле брезе

## Станиште
Обична или бела бреза је дрво хладног и умереног појаса. Може издржати веома ниске температуре. Одговарају јој станишта са већом релативном влагом и више падавина, као и мањи температурни екстреми. Појединачно је заступљена у већем броју различитих шумских фитоценоза на силикату са смеђе киселим и подзоластим земљиштем (у шумама планинске букве - Fagetum montanum silicicolum, јеле и букве - Abieti-Fagetum и смрче - Piceetum excelsae), затим на серпентину са смеђим земљиштем (у шумама јеле и букве - Abieti-Fagetum) и на кречњаку, на рендзини и смеђем земљишту (у шумама оморике - Piceetum omorikae, мунике - Pinetum heldreichii, планинског бора - Pinetum mugi и др.). Масовно се јавља као пионирска врста на сечинама и пожариштима, на стаништима поменутих фитоценоза. Јавља се такође и око рудника и успева на потпуно стерилној рудничкој шљаци.
- Чисте брезове састојине у Финској
- Бреза на природном станишту са белим бором
- Мешовита шума бора и брезе
- Младе букве сађене испод засада бреза
- Брезе у парковима Ниша
- Брезови шумарци на Власини
- Бреза у урбаној градској зони. Есен, Немачка

### Чисте брезове састојине
Све чисте брезове састојине су секундарног порекла, настале под утицајем антропогених фактора (сеча, пожар, околина рудника, индустријских постројења и слични терени). На оваквим стаништима бреза има одлике пионирске врсте — светлољубива, олиготрофна, лако се размножава и брзо осваја терен, али су све њене фитоценозе кратковечне. На Гочу и Маљену установљено је да је то период од 90—100 година, што је животни век једне генерације брезе, а уједно и време потребно да се обнови претходна шумска фитоценоза. Ове кратковечне фитоценозе брезе имају обележја фитоценоза на чијем су станишту настале, а њихова појава није случајна већ има своје законе настанка, живљења и нестанка.

## Употреба
Дрво брезе је хомогено, светле, жућкастобеле боје. Употребљава се у столарству, коларству, токарству и резбарству, за израду скија и кломпи. Затим за фурнире, у индустрији целулозе, за вештачку свилу и вуну и тд. Велике је огревне моћи, па се користи и као огревно дрво.
Свеже убрани лисни пупољци и млади листови брезе могу се користити у исхрани, као додатак чорбама и варивима. На тај начин користили су их још стари Словени. Осушени листови и младе гранчице могу се употребити за ароматизовање сирћета за салате. За исхрану се може користити и унутрашњи део брезове коре који се меље у брашно. Од овог брашна може се месити хлеб или припремати каше и друга јела. Користи се само, или помешано са другим врстама брашна, а могу му се додавати и сушене и млевене брезове ресе. У многим земљама и данас се припремају специјалитети са овим брашном, а на Камчатки уситњену кору мешају са кавијаром. Из белих, танких ољуштина коре сувом дестилацијом добија се брезово катранасто уље.
Из дебла брезе прикупља се брезов сок. Употреба брезовог сока за пиће веома је стара. Претпоставља се да га је прикупљао још праисторијски човек, а у многим крајевима света и данас се прикупља и користи као пиће, свеж, ферментисан или прерађен. Најпопуларнији је у Ирској, Шкотској, Русији, Пољској, балтичким земљама и тд. Сок се прикупља тако што се на деблу пробуши рупа дубока неколико центиметара и у њу се утакне цев. Кроз ову цев се сок прикупља током наредних 48 сати, а након тога рупа се запуши дрвеним чепом. Једно стабло може дневно дати око 4,5 л сока, а током сезоне око 170 л. Сок се прикупља током пролећа, на почетку вегетационе сезоне, зависно од климатског подручја од фебруара до краја априла. Често бушење једног истог стабла може на њему изазвати гљивичне инфекције. У свежем соку има до 2% шећера (претежно глукозе и фруктозе) и доста калијума, калцијума и гвожђа. Употребљава се за производњу сирупа и шећера. Количина шећера у соку највећа је у време избијања листова. Током топлих дана брезов сок брзо ферментише, а од ферментисаног сока производи се алкохолно пиће које може садржати до 5% алкохола.

## Значај у озелењавању
С обзиром на еколошка својства пионирске врсте бреза се употребљава за пошумљавање на киселим и сиромашним земљиштима. Осим тога спада и у омиљено декоративно дрвеће, а декоративна је током целе године: зими због беле коре и повијених гранчица, у пролеће када се на голим гранама развију висеће мушке ресе, током лета због целокупног изгледа стабла, а у јесен због златножуте боје листова. Подесна је за појединачну и садњу у групама. Веома много се користи у комбинацији са четинарима, као контраст њиховим тамним крошњама, посебно током зиме.
- Крошње у пролеће
- Брезе лети
- Јесењи изглед
- Бреза зими

### Хортикултурне форме
Издвојен је већи број хортикултурних форми брезе које се често срећу и у нашим парковима.
- B. p. ’Dalecarlica’ - високо дрво. Листови дубоко режњевити, неправилно назубљени. Листови и врхови гранчица висећи;
- B. p. ’Fastigiata’ - круна уско пирамидална а све гране уперене ка врху;
- B. p. ’Gracilis’ - ниско дрво, високо до 5 м. Крошња без главне гране, а све гране повијене у великом луку. Листови дубоко режњевити;
- B. p. ’Purpurea’ - форма пурпурних листова који у јесен попримају бронзанозелену боју;
- B. p. ’Tristis’ - крошња јајаста, бочне гране повијене у дугом луку;
- B. p. ’Youngii’ - крошња кишобранаста, а гране висеће. Гранчице танке, листови троугласти.

- B. p. ’Dalecarlica’
- B. p. ’Fastigiata’
- B. p. ’Tristis’
- B. p. ’Youngii’